# II. Mengli Giráj krími kán
II. Mengli Giráj (krími tatár: II Meñli Geray, ٢ منكلى كراى), (1678 – 1739. december 31.) krími tatár kán, I. Szelim kán fia.

## Első uralkodása
1704–1707 között, III. Gázi kán idején  Mengli a núreddin címet viselte, majd I. Kaplan kán kalgája volt két ízben (1707–1708 és 1713–1715). 1724-ben III. Ahmed szultán krími kánná nevezte ki. Az előző kán a lázongó tatár klánok miatt volt kénytelen távozni, ezért Mengli elsődleges feladata saját helyzetének megszilárdítása és a nemzetségek (elsősorban a Sirin klán) erejének megtörése volt. Óvatosan kezdett munkájához, néhány hónapig megértőnek és visszahúzódónak tette magát, majd 1725-ben, mikor a szultán a perzsiai hadjáratra csapatokat kért, tízezer harcost küldött; elsősorban a Sirin klánból. Amikor elég erősnek érezte magát, lesújtott. A nemzetséget széttelepítette a félsziget különböző részeibe, többeket kivégeztetett, Jan Timur klánvezér pedig elmenekült.
II. Mengli ezután előbb a budzsáki, majd a kubányi nogáj tatárok lázadását verte le. A krími tatárok támogatták uralmát, mert véget vetett a hosszas belső viszálykodásnak és némely adókat is eltörölt.
1730-ban a janicsárok megbuktatták III. Ahmed szultánt és az új szultán, I. Mahmud leváltotta Menglit is, a helyére I. Kaplan Girájt ültetve vissza (akinek ez már a harmadik uralkodói időszaka volt).

## Második uralkodása
II. Mengli 1737-ben, egy válságos háború közepén kapta vissza trónját, miután sem I. Kaplan, sem II. Fetih nem volt képes megvédeni az országot. Ekkor már dúlt a háború az Oszmán Birodalom, Ausztria és Oroszország között. A tatárok kevésbé vettek részt a nyugati, balkáni és magyarországi harcokban. Az előző két évben az oroszok több hadjáratot indítottak a Krím ellen, ezért a krími seregeknek az orosz előretörés jelentett nagy gondot. A jól felszerelt, modern orosz seregekkel szemben még a törökök is csak nagy nehezen boldogultak. Az oroszok felégették a városokat, feldúlták a vidéket, csak egy járvány késztette őket visszavonulásra. Mengli megerősítette a félszigetre vezető keskeny földszorost védő Perekop erődjét, ám a Peter von Lacy vezette orosz sereg megkerülte az erődöt és átkelt a földszorost az Azovi-tengertől elválasztó mocsaras, nádas tengeröblön (Szivas). A tatárok a szemtől-szembeni támadás helyett az orosz csapatok utánpótlási vonalát vágták el, így von Lacy a visszavonulás mellett döntött. A következő évben a cár újabb hadjáratot indított a Krímre, ám az elpusztított vidéken nem tudták biztosítani az utánpótlást és néhány város felgyújtása és a perekopi erőd lerombolása után elvonultak. 1739-ben megkötötték a békét Oroszországgal és Mengli Giráj nem sokkal ezután meghalt.
Több elődjéhez hasonlóan, II Mengli Giráj is foglalkozott a költészettel. Érdeklődött a szúfizmus iránt és nagyobb összegeket adományozott krími, budzsáki és törökországi mecsetek és medreszék építésére.